# 布亚克 (多尔多涅省)
布亚克（法語：Bouillac，法語發音：[bujak]）是法国多尔多涅省的一个市镇，属于贝尔热拉克区。

## 地理
布亚克（44°45'35"N, 0°55'10"E）面积12.34 平方千米，位于法国新阿基坦大区多爾多涅省，该省份为法国西南部内陆省份，是法國本土面积第三大的省，大致对应佩里戈尔地区，北起顺时针与夏朗德省、上维埃纳省、科雷兹省、洛特省、洛特-加龙省、吉倫特省和滨海夏朗德省接壤。
与布亚克接壤的市镇（或旧市镇、城区）包括：于尔瓦勒、勒比松德卡杜安、蒙费朗迪佩里戈尔、圣阿维里维耶尔、圣帕尔杜和维耶尔维克。

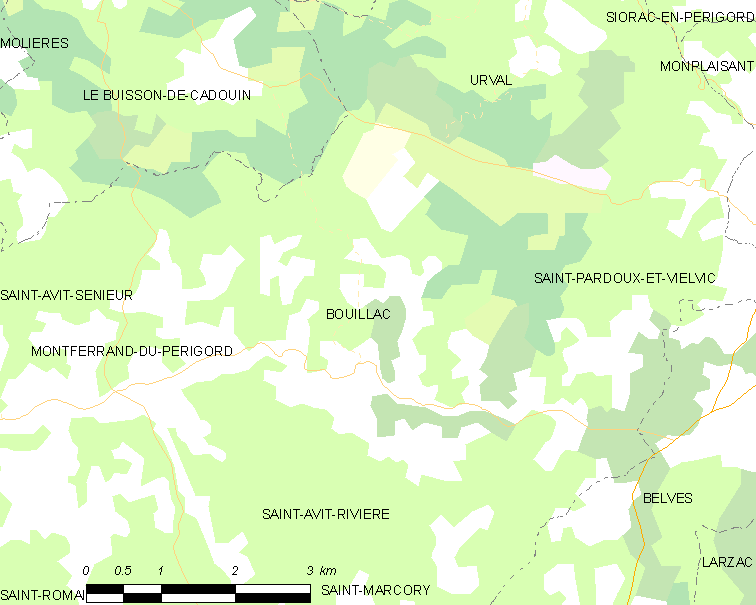
的OSM定位图

布亚克的时区为UTC+01:00、UTC+02:00（夏令时）。

## 行政
布亚克的邮政编码为24480，INSEE市镇编码为24052。

## 政治
布亚克所属的省级选区为拉兰德县。

## 人口

1962-2008年间人口变化图示

布亚克于2022年1月1日时的人口数量为123人。